# 立陶宛王國 (1918年)

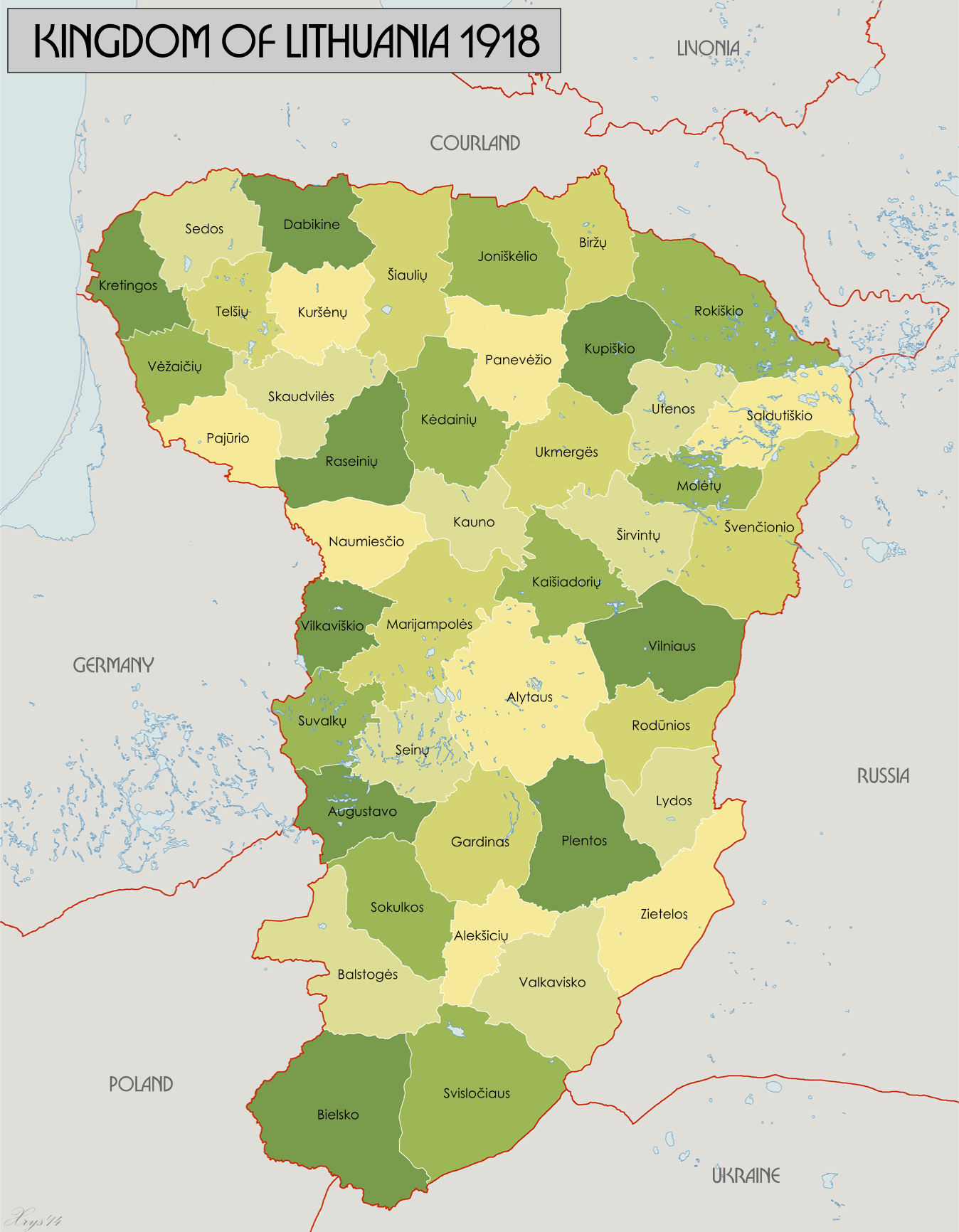
立陶宛王國行政區劃圖

立陶宛王國是於1918年2月建立的立陶宛君主立憲制國家。其在第一次世界大戰即將結束時建國的，當時立陶宛地區被德意志帝國軍事佔領。1918年11月，王國正式解散。
1918年2月16日，立陶宛國民大會宣布立陶宛獨立，但由於德國軍隊的持續存在，國民大會無法組成政府汗其他國家機構。德國人給出各種提議，其中普魯士提議希望將立陶宛併入德意志帝國。但立陶宛並不接受這個提議，並希望透過建立一個獨立的君主立憲制國家來維護自己的主權。
1918年6月4日，國民大會人投票將立陶宛王位授予德國貴族第二代烏拉赫公爵威廉·卡爾。1918年7月，威廉·卡爾接受了這項提議，並採用了尊號明道加斯二世。但事實上，他從未在立陶宛生活過。他的當選引起了很大的爭議，使國民大會內部產生了分歧，這也導致國民大會沒能達到預期的效果。由於德國戰敗並陷入十一月革命，1918年11月2日，立陶宛王國暫停了邀請威廉·卡爾的決議，結束了威廉·卡爾的統治。

## 背景
1795年，波蘭立陶宛聯邦被瓜分，立陶宛也隨之被俄羅斯帝國吞併。1915年，第一次世界大戰期間，德國佔領了俄羅斯帝國西部地區，包括立陶宛。1917年俄國革命後，德國構思了一個中歐地緣政治戰略，這個戰略構想了一個由傀儡國家組成的區域網絡，充當緩衝區。德國允許召開維爾紐斯會議，希望藉此表現出立陶宛民族想要脫離俄羅斯並與德國建立「更密切的關係」。1917年9月，會議選出了20個人，組成了立陶宛國民大會，並授權其與德國就立陶宛獨立進行談判。德國正在為即將開始的布列斯特-立陶夫斯克條約的談判做準備，並尋求立陶宛發表聲明，表示他們希望與德國建立「堅定而永久的同盟」。1917年12月11日，立陶宛國民大會通過了與德國建立堅定而永久的同盟的宣言。然而，這些讓步在國民大會中存在分歧，而且立陶宛仍然沒有獲得德國的承認。為了達到獨立的目的，國民大會於1918年2月16日通過了《立陶宛獨立法案》。該法案沒有提及與德國的同盟，並且還宣布「終止以前將立陶宛與其他國家聯繫在一起的所有國家關係」。3月3日，德國和俄羅斯蘇維埃共和國簽署了《布列斯特-立托夫斯克條約》，蘇俄宣布波羅的海國家位於德國核心利益區，且放棄對它們的任何主權要求。12月11日，德國正式承認立陶宛獨立。然而，立陶宛仍被德國軍隊佔領，且國民大會仍然沒有任何實際權力，僅被德國人視為一個顧問委員會。

### 引用來源
- Eidintas, Alfonsas; Vytautas Žalys, Alfred Erich Senn. Edvardas Tuskenis , 编.  Paperback. New York: St. Martin's Press. 1999. ISBN 0-312-22458-3.
- Liulevicius, Vejas G. . Studies in the social and cultural history of modern warfare. Cambridge University Press. 2000. ISBN 978-0-521-66157-7.
- Page, Stanley W. . Harvard University Press. 1959.
- Senn, Alfred Erich. . Greenwood Press. 1975 [1959]. ISBN 0-8371-7780-4.
- Sužiedėlis, Simas (编). .  I. Boston, Massachusetts: Juozas Kapočius. 1970–1978. LCC 74-114275.

立陶宛語
- Čepėnas, Pranas.  II. Chicago: Dr. Griniaus fondas. 1986: 355–359. ISBN 5-89957-012-1.
- Janužytė, Audronė. . Istorija. Lietuvos aukštųjų mokyklų mokslo darbai). 2007, (65)  [2013-02-18]. ISSN 1392-0456. （原始内容存档于2015-09-23）.
- Maksimaitis, Mindaugas. . Vilnius: Justitia. 2005. ISBN 9955-616-09-1.
- Paleckis, Mindaugas. . Bernardinai.lt. 2006-10-24  [2013-02-18]. （原始内容存档于2011-07-17）.
- Skirius, Juozas. . . Vilnius: Elektroninės leidybos namai. 2002  [2010-04-17]. ISBN 9986-9216-9-4. （原始内容存档于2007-07-17）.
- Tuska, Liudas. . . Valstybinis leidybos centras. 1995. ISBN 9986-09-055-5.

54°41′N 25°19′E / 54.683°N 25.317°E